# Antonio Ros de Olano
Antonio José Teodoro Ros de Olano y Perpiñá (Caracas, 9 de noviembre de 1808-Madrid, 24 de julio de 1886) fue un  militar, político y escritor romántico español. Ministro y Senador vitalicio, fue I marqués de Guad-el-Jelú, con Grandeza de España, I conde de la Almina y I vizconde de Ros.

## Biografía
Hijo de un militar catalán, sirvió a las órdenes de Francisco Espoz y Mina en la Primera Guerra Carlista. Moderado, contribuyó a la caída de Espartero en 1843. General en 1844.
Fue un propulsor de la enseñanza primaria y creador de las Escuelas Normales como ministro de Instrucción Pública en 1847. Amigo de Leopoldo O'Donnell, intervino en las revueltas de 1854 y 1856. Fue uno de los creadores de la Unión Liberal.

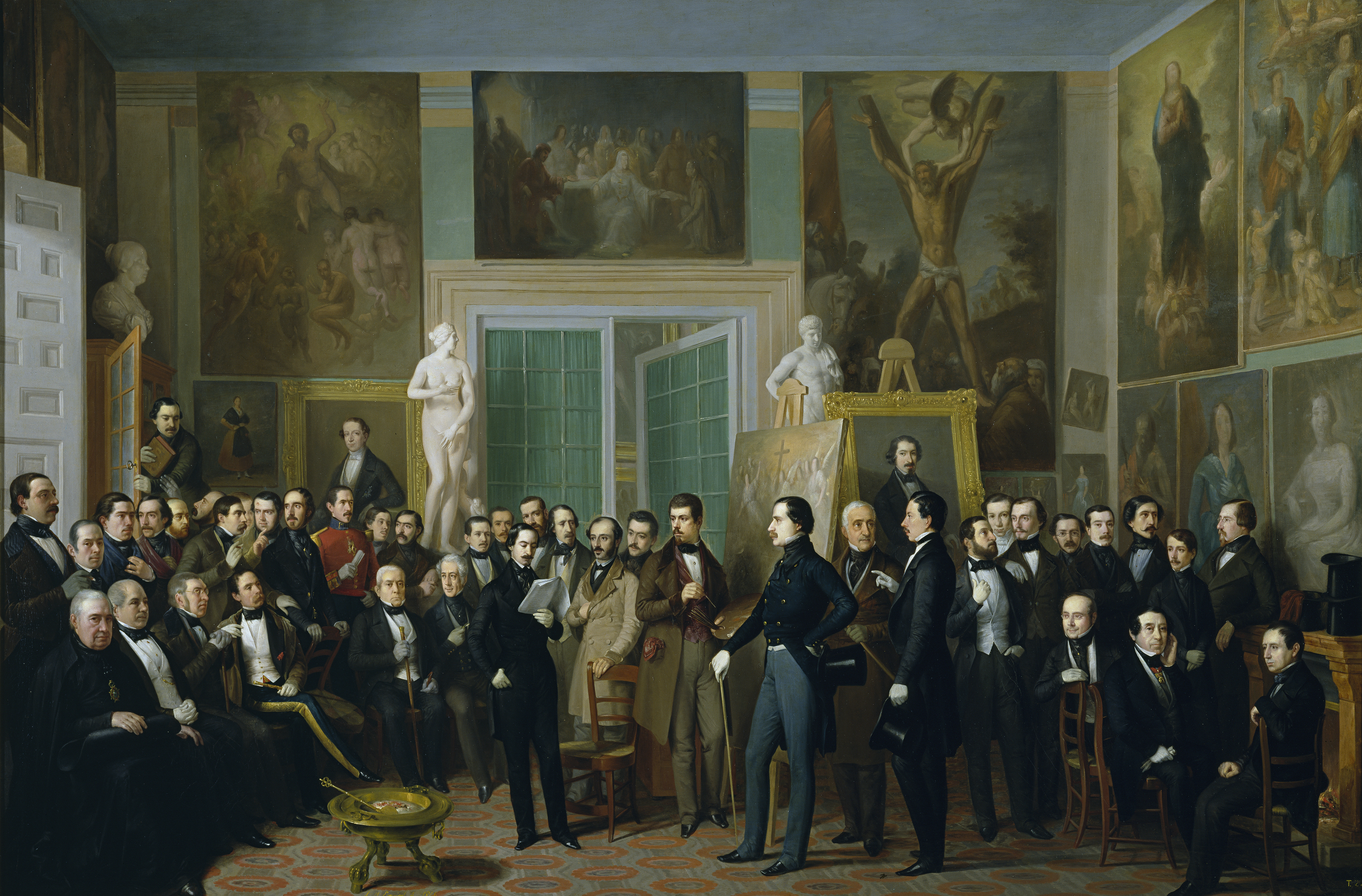
Antonio José Teodoro Ros de Olano y Perpiñá retratado en Los Poetas contemporáneos (1846), por Antonio María Esquivel, Museo del Prado, Madrid.

En 1856 la reina Isabel II le otorgó el título nobiliario de conde de la Almina. Participó como general en la guerra de África (1859-1860), destacándose en la acción de Guad-el-Jelú, lo que le valió el título de marqués de Guad-el-Jelú con grandeza de España y vizconde de Ros. Partidario de la Revolución de 1868 (La Gloriosa), aunque luego aceptó la Restauración siguiendo a su jefe político Sagasta. Fue inventor del cubrecabezas que tomó su nombre, el ros.
Fue íntimo amigo de Espronceda y otros románticos. Frecuentó El Parnasillo, siendo parte de la llamada Partida del Trueno, y luego el Ateneo de Madrid y el Liceo. Escribió para El Siglo y El Pensamiento, donde coincidió con su amigo y primero de los críticos literarios que lo estudiaron, Ildefonso Ovejas.
Escribió el prólogo a El diablo mundo de Espronceda, calificado por Marcelino Menéndez Pelayo de "mistagógico y apocalíptico", pero que le dio mucha fama por su encendido romanticismo. Colaboró con Espronceda en la comedia Ni el tío ni el sobrino, que luego repudió. 
Recogió su creación poética en Poesías (1886), que revelan influencia de Espronceda y Enrique Gil y Carrasco. Son truculentas algunas veces, como en "El pensado" y otras íntimas, como en "Cinco sonetos" y "En la soledad". Compuso también unas Leyendas de África (1863) y Episodios militares (1884). Contribuyó a la narrativa con dos relatos, El diablo las carga (1840) y El doctor Lañuela (1863), que desde Juan Valera y Menéndez Pelayo han sido tachados de extravagantes e incomprensibles, a pesar de algunos momentos brillantes y lúcidos. También dejó numerosas cuentos en revistas, a los que dio el título general de Cuentos estrambóticos, que se insertan en el género fantástico.
Ros de Olano estuvo casado con María del Carmen Quintana y Romo, Dama de la Orden de María Luisa, hija del general Félix Quintana y sobrina del cardenal Romo, Primado de España. Tuvieron tres hijos, María Antonia (dama de compañía de la reina María Victoria), Gonzalo e Isabel. Fallecida su primera esposa, contrajo segundas nupcias con Isabel Sarthou y Calvo, con quien tuvo una hija, Isabel Constanza.